# Cantón de Turgovia
El cantón de Turgovia (TG, en alemán Thurgau, en francés Thurgovie, en italiano y  romanche Turgovia) es un cantón de Suiza. Está situado en la parte nordeste de Suiza. Su población es de  276.472 (2019) . La capital es Frauenfeld.

## Etimología
El nombre oficial en alemán es Thurgau que significa país del Thur. El término "país" (Gau en alemán en la Edad Media) designaba una región del imperio carolingio.

## Geografía
El cantón limita al norte con el lago de Constanza, al frente del cual se encuentran Alemania y Austria. El río Rin constituye su frontera noroccidental; al sur limita con el cantón de San Galo y al oeste con los cantones de Zúrich y Schaffhausen.
El área del cantón es de 991 km² esta puede ser dividida en tres masas montañosas o de colinas. La primera se extiende a lo largo del lago de Constanza, en la parte norte; la segunda, está ubicada al interior del cantón entre los ríos Thur y Murg; la tercera, se sitúa en los límites meridionales del cantón y se funde con la montaña de Hörnli ya en los prealpes appenzelleses.

## Historia
En tiempos prehistóricos, las tierras del cantón fueron habitadas por la cultura Pfyn, la cual se radicó en el nicho del lago Constanza. Durante la época romana, el cantón formó parte de la provincia romana de Recia en 450, luego el territorio fue invadido por los alamanes. Fue solo en el siglo VIII que el cantón se vuelve una entidad como la conocida hoy. En aquel tiempo, las fronteras no estaban definidas claramente y variaban constantemente. Anteriormente la extensión del cantón de Turgovia era superior, pero durante el Medioevo, el cantón redujo su territorio considerablemente. Los duques de Zähringen y los condes de Kyburgo conquistaron gran parte del territorio. Cuando en 1264, la dinastía de los Kyburgo se extinguió, los Habsburgos acapararon las tierras.
La Confederación Helvética, aliada con 10 jurisdicciones del antiguo ducado de Toggenburgo, conquistaron a los Habsburgo las tierras del cantón Turgovia en 1460. En 1798 estos territorios se volvieron un cantón de la República Helvética. En 1803 el cantón de Turgovia entra a ser miembro pleno de la Confederación Suiza.

## Economía
El cantón de Turgovia es notorio por su buena producción agrícola, sobre todo la producción de frutas, peras, miel y verduras. La mayoría de las terrazas existentes en el cantón se dedican a la producción de sidra. El vino es producido en el valle del Thur.
También la industria está presente en el cantón de Turgovia. Las principales empresas se encuentran en el sector de los textiles, la manufactura y el estampado. La mayoría de la industria se encuentra alrededor de la capital.

## Demografía
La población es principalmente de lengua alemana. Cerca de dos tercios de la población son protestantes, el resto confiesan la religión católica. 

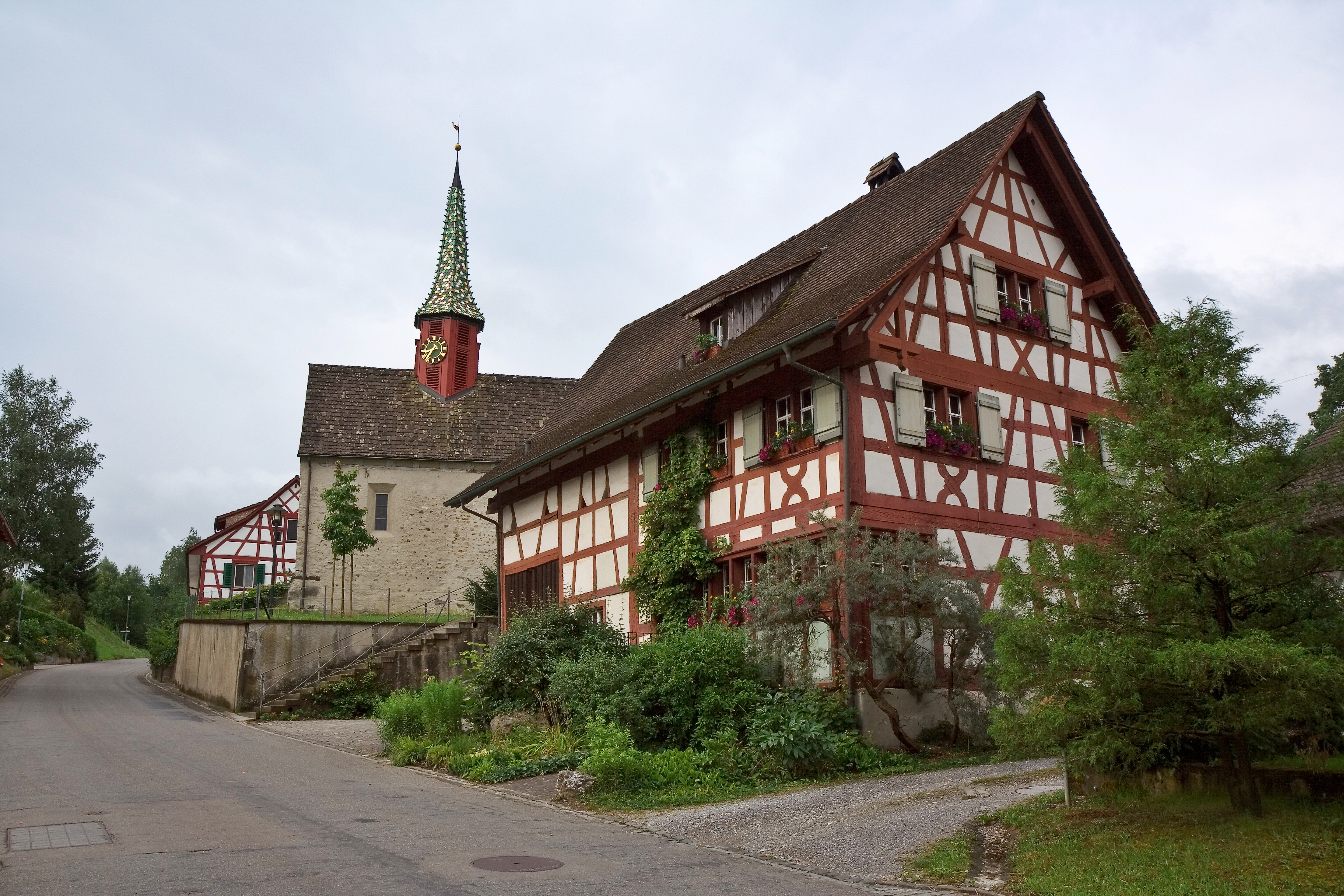
Casa típica de la región de Turgovia.

## Distritos
Desde el 1 de enero de 2011, el cantón de Turgovia se encuentra dividido en cinco distritos que son llamados según el nombre de su capital. Anteriormente el cantón se encontraba dividido en ocho distritos, tres de los cuales fueron fusionados con los actuales cinco distritos. Los tres distritos desaparecidos son: distrito de Bischofszell, distrito de Diessenhofen y distrito de Steckborn.
- Arbon, con capital en Arbon.
- Frauenfeld, con capital en Frauenfeld.
- Kreuzlingen, con capital en Kreuzlingen.
- Münchwilen, con capital en Münchwilen.
- Weinfelden, con capital en Weinfelden.

## Comunas
Turgovia cuenta con ochenta comunas, las cuales están repartidas en los cinco distritos presentados en la sección superior. Además entre sus comunas cuenta con cinco ciudades (población actualizada a 31 de diciembre de 2014):
- Frauenfeld, 24 578 habitantes
- Kreuzlingen, 21 290 habitantes
- Arbon, 14 128 habitantes
- Amriswil, 12 814 habitantes
- Weinfelden, 11 039 habitantes